# Říčany
Říčany (pronunție în cehă [ˈr̝iːtʃanɪ]; în germană Ritschan) este un oraș din districtul Praga-Est din regiunea Boemia Centrală a Republicii Cehe. Are aproximativ 17.000 de locuitori (în 2023). Orașul face parte din zona metropolitană Praga, la aproximativ 20 km sud-est de centrul capitalei.
Conform indicelui calității vieții, care compară nivelul de trai în orașele din Republica Cehă din 2018, orașul este considerat cel mai bun loc pentru a trăi în țară în anii 2018–2021.

## Părți administrative
Satele Jažlovice, Krabošice, Kuří, Pacov, Radošovice, Strašín și Voděrádky sunt părți administrative ale orașului Říčany.

## Geografie
Říčany se află la aproximativ 10 kilometri est de capitala Praga. Se găsește lângă pârâul Říčanský, care alimentează mai multe iazuri cu pești mici. Partea de vest a teritoriului municipal este situată în Podișul Praga, iar partea de est în Munții Benešov.

## Istorie
Potrivit Cronicii cehe (Kronyka Czeska) a lui Wenceslaus Hajek⁠(d), Říčany exista deja în 748, când s-a dat o bătălie în zonă. Prima mențiune scrisă demnă de încredere a așezării datează din 1289. Un castel mare a fost construit aici în anii 1260–1270, dar în timpul Războaielor Husite a fost cucerit de soldații lui Jan Žižka și abandonat, iar în secolul al XVI-lea, a devenit o ruină.
Říčany a intrat în declin după Războiul de Treizeci de Ani. Orașul a fost aproape complet distrus și unele sate din jur au dispărut. După construirea căii ferate Praga – Viena în 1869, orașul a început să prospere și să se dezvolte din nou. Au început să fie construite vile de lux, iar Říčany a devenit o locație populară de agrement.

## Demografie
Între 2008 și 2012, populația orașului a crescut cu peste 1.500 de persoane, de la 12.352 la 13.856.

## Alegeri locale
După alegerile municipale din toamna anului 2014, Vladimír Kořen de la gruparea Klidné město a continuat ca primar al orașului. Au fost aleși, de asemenea, viceprimarii Zdeněk Hraba și Hana Špačková.
În decembrie 2020, David Michalička a devenit noul primar al orașului.

## Transporturi
Autostrada D1 de la Praga la Brno trece prin teritoriul municipal.

## Cultură
- Starák – festival multicultural (începutul lunii august)
- Říčanský nos – festival orășenesc (începutul lunii septembrie)

## Educație
În Říčany se găsesc trei școli primare. „Școala primară 1” este situată în centrul orașului, în Piața Masarykovo. „Școala primară 2” este situată în partea superioară a orașului Říčany, Radošovice, iar „Școala primară 3” este situată la granița de sud-est a orașului Říčany, lângă Instituția Medicală pentru Copii Oliva. Există, de asemenea, două școli secundare: școala de stat Gymnázium Říčany și cea privată Masarykovo klasické gymnázium.

## Obiective turistice
Castelul Říčany, construit în stil gotic timpuriu, a fost unul dintre cele mai vechi castele de piatră din Republica Cehă. Ruinele sale sunt accesibile în mod liber.
Biserica „Sfinții Petru și Pavel” și primăria din 1864 sunt reperele pieței Masaryk. Biserica a fost inițial o clădire gotică în jurul anului 1270. După ce a fost distrusă în timpul Războiului de Treizeci de Ani, a fost reconstruită în stil baroc în 1719. Coloana Mariană din piața orașului, cu o statuie aurită a Neprihănitei Fecioara Maria, datează din 1699. Este o copie simplificată a coloanei care stătea în Piața Orașului Vechi din Praga.
Piscina Jureček din Radošovice a fost fondată în anii 1920. Datorită vechimii și atmosferei sale, este printre cele mai populare piscine din regiune.

## Personalități născute aici
- Petr Kostka (n. 1938), actor ceh.

## Orașe gemene– orașe înfrățite
Orașul Říčany este înfrățit cu:
- Albertslund, Danemarca
- Borken, Germania
- Dainville, Franța
- Grabow, Germania
- Mölndal, Suedia
- Opatówek⁠(d), Polonia
- Whitstable, Anglia, Regatul Unit

## Galerie de imagini

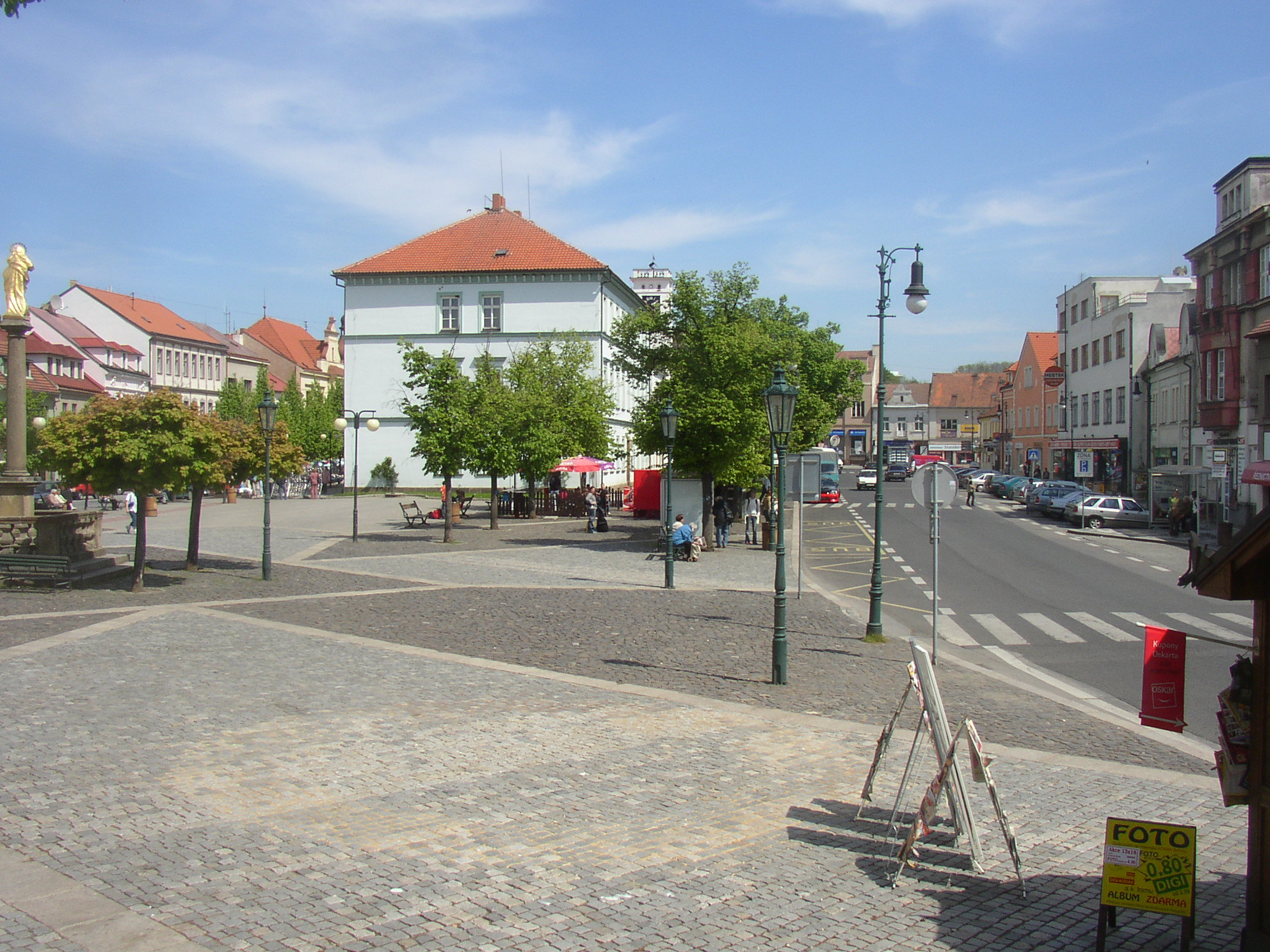
Piața Masaryk
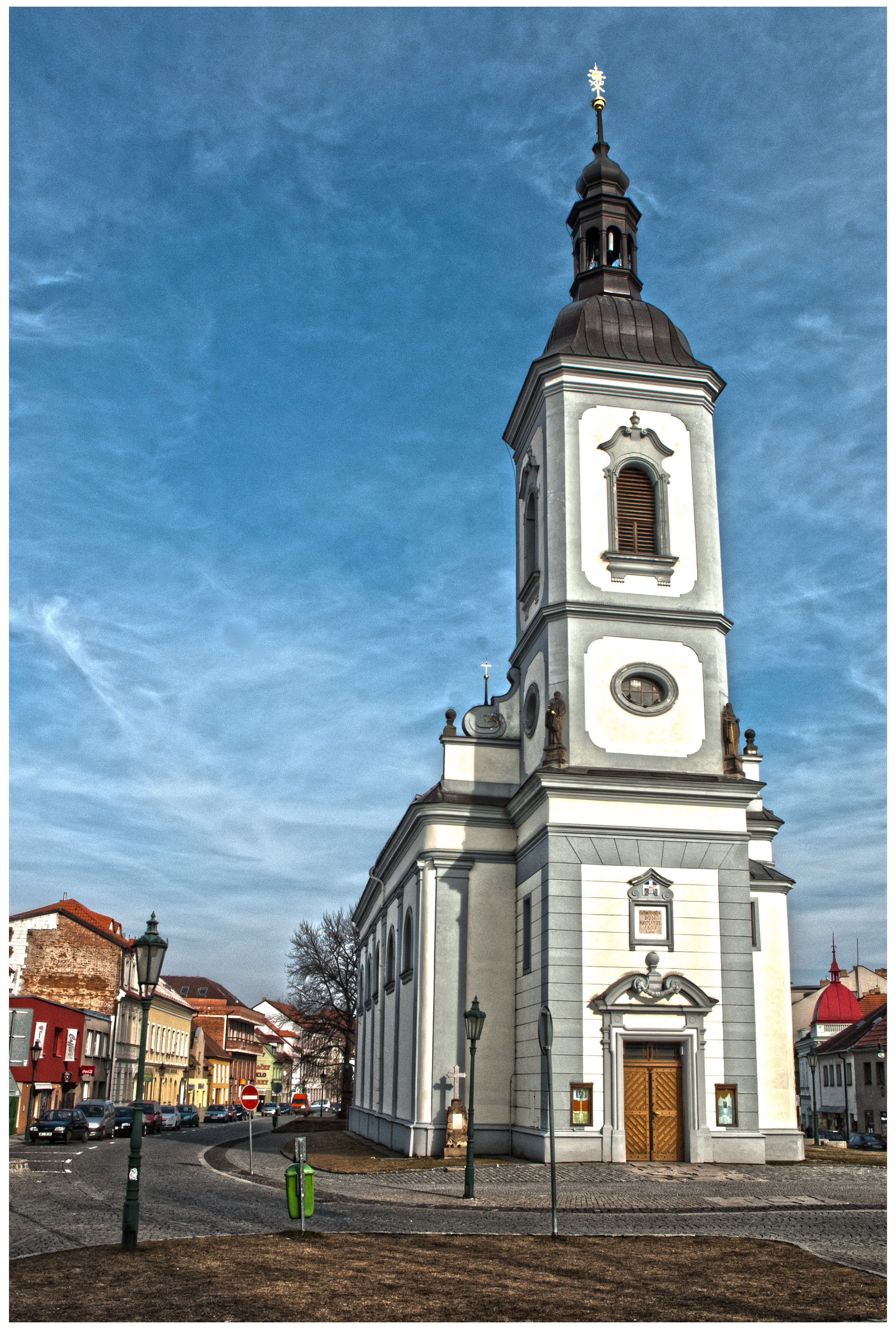
Biserica Sfinții Petru și Pavel din Piața Masaryk
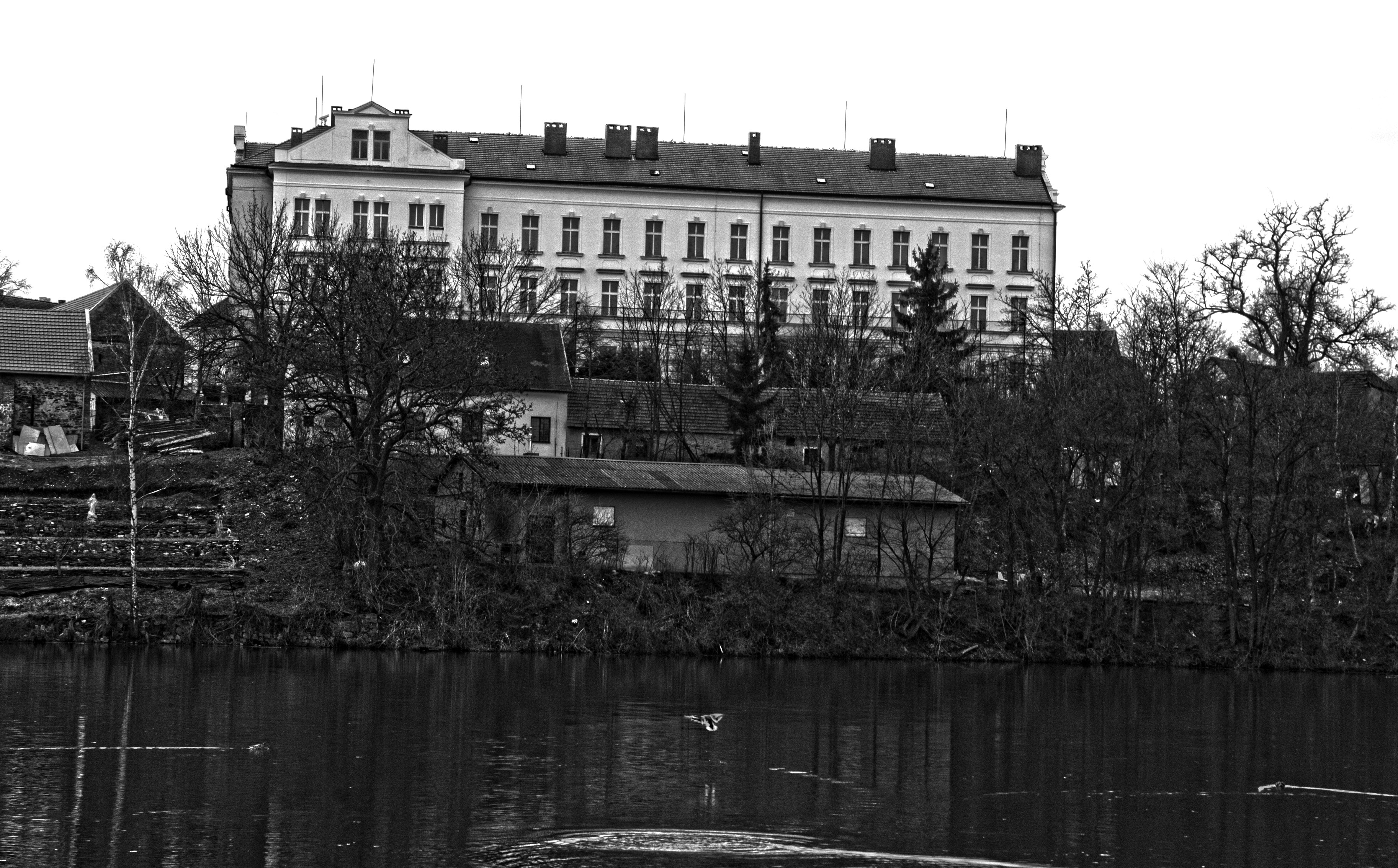
Vedere dinspre iaz spre centru
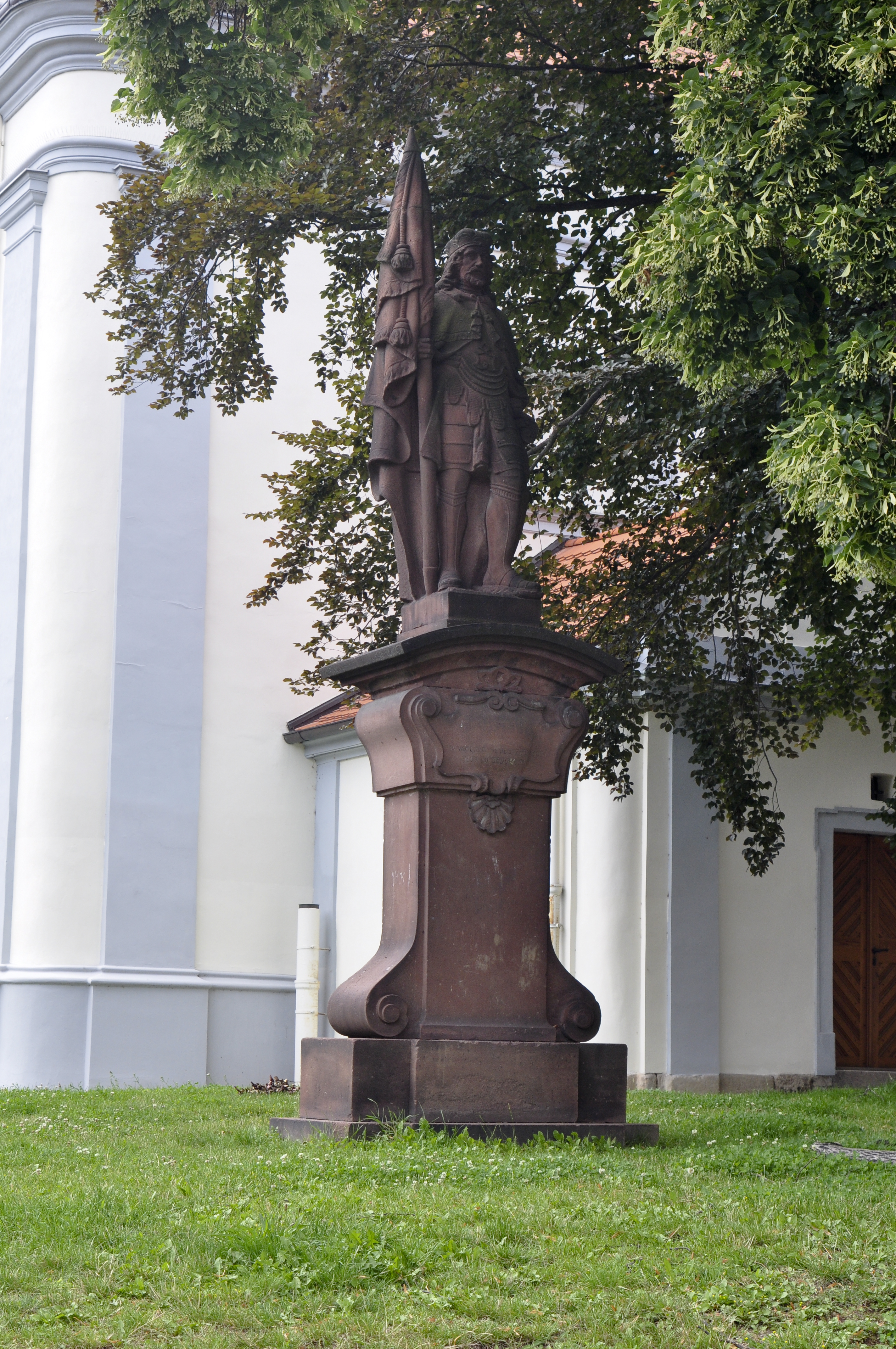
Statuia Sf. Venceslau
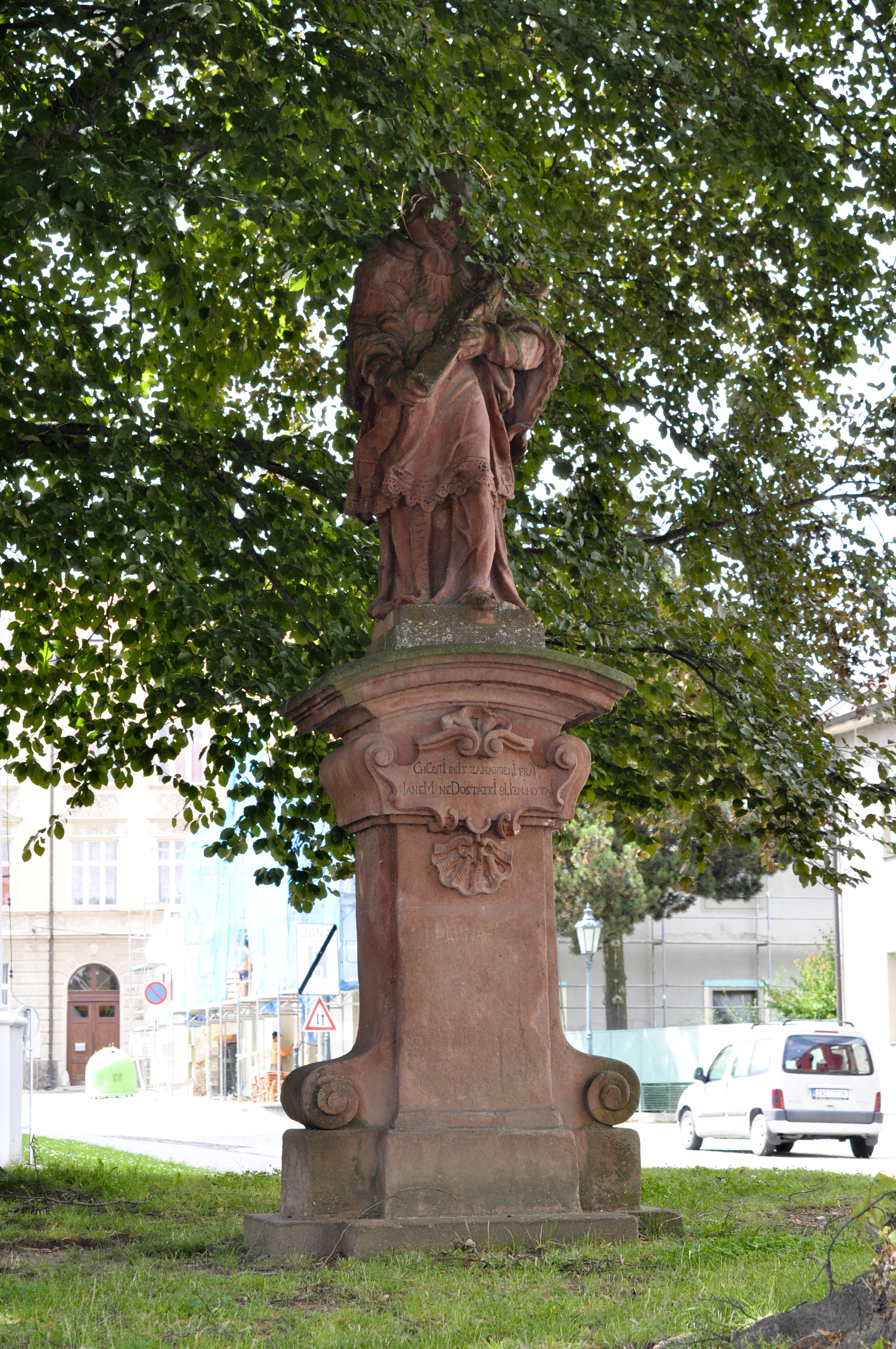
Statuia Sf. Ioan Nepomuk
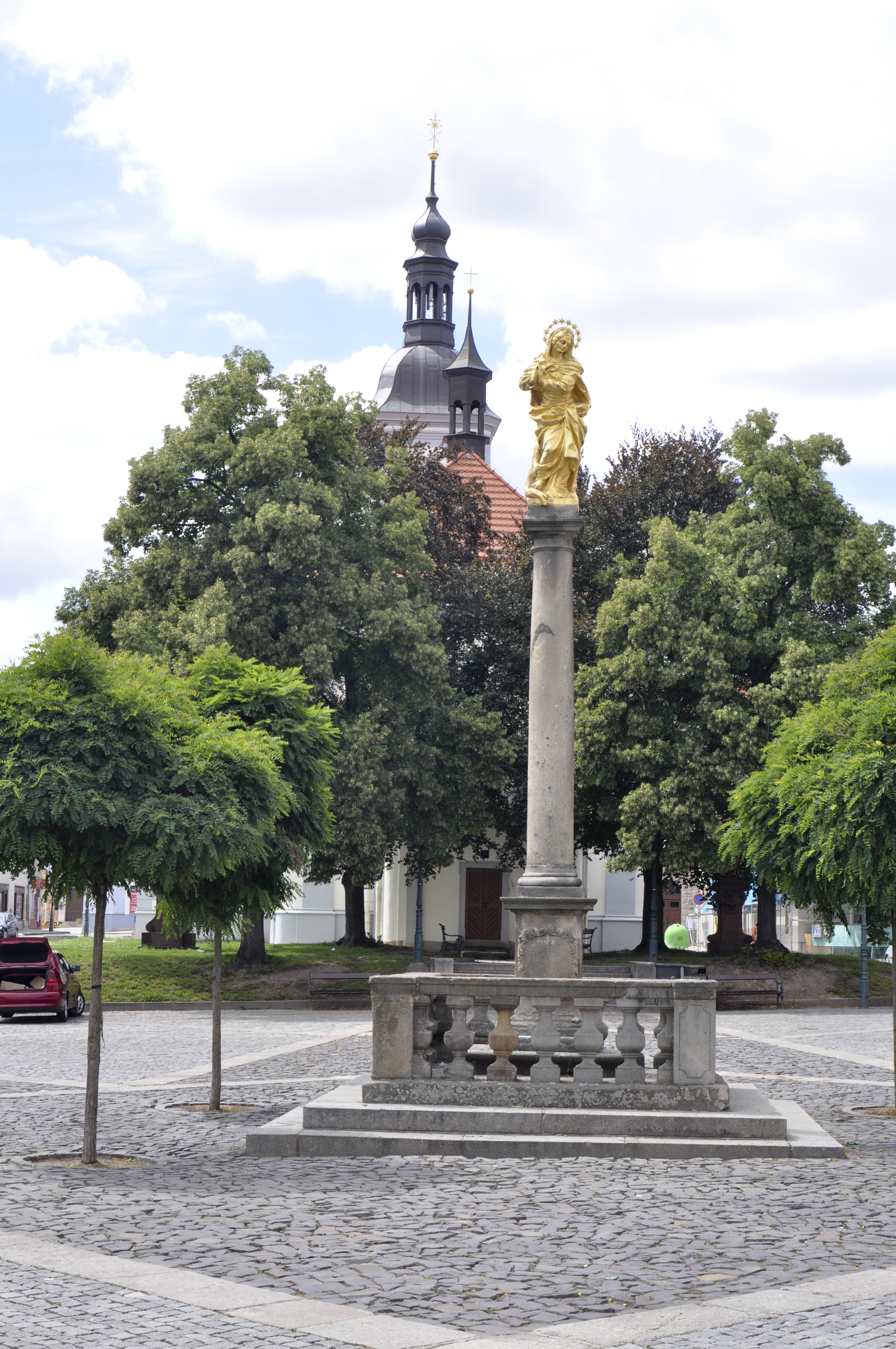
Columna Mariană